# Antitype armena
Antitype armena là một loài bướm đêm trong họ Noctuidae.

## Hình ảnh

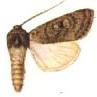